# Каховский район
Кахо́вский райо́н (укр. Каховський район) расположен в центре Херсонской области Украины. С 24 февраля 2022 года оккупирован в ходе вторжения России на Украину. Правобережная часть района была освобождена подразделениями ВСУ в ноябре 2022 года.
Административный центр — город Новая Каховка.

## География
На востоке граничит с Геническим районом, на западе с Херсонским районом, на юго западе с Скадовским районом.
Наивысшая точка находится около села Ушкалка и составляет 101 метр.

## Население
Численность населения района в укрупнённых границах — 224,7 тыс. человек.
Численность населения района в границах до 17 июля 2020 года по состоянию на 1 января 2020 года — 34 521 человек, из них городского населения — 5 570 человек (пгт Любимовка), сельского — 28 951 человек.

## Административное деление
Район в укрупнённых границах с 17 июля 2020 года делится на 15 территориальных общин (громад), в том числе 3 городские, 6 поселковых и 6 сельских общин (в скобках — их административные центры):
- Городские:
  - Каховская городская община (город Каховка),
  - Новокаховская городская община (город Новая Каховка),
  - Таврийская городская община (город Таврийск);
- Поселковые:
  - Аскания-Новая поселковая община (посёлок Аскания-Нова),
  - Великолепетихская поселковая община (посёлок Великая Лепетиха),
  - Верхнерогачикская поселковая община (посёлок Верхний Рогачик),
  - Горностаевская поселковая община (посёлок Горностаевка),
  - Любимовская поселковая община (посёлок Любимовка),
  - Чаплинская поселковая община (посёлок Чаплинка);
- Сельские:
  - Зеленоподская сельская община (село Зелёный Под),
  - Константиновская сельская община (село Константиновка),
  - Присивашская сельская община (село Григоровка),
  - Рубановская сельская община (село Рубановка,
  - Тавричанская сельская община (село Тавричанка),
  - Крестовская сельская община (село Крестовка).

## История
Район образован в составе Херсонского округа УССР 7 марта 1923 года, с центром в городе Каховка. В 1932 году вошёл в состав Одесской области. В 1937 передан в состав Николаевской области. В 1944 году стал частью Херсонской области.
4 июня 1958 года к Каховскому району были присоединены Днепрянский и Ново-Маячковский поссоветы и Чернянский сельсовет упразднённого Новомаячковского района. 05.02.1965 Указом Президиума Верховного Совета РСФСР Тавричанский сельсовет Чаплинского района был передан в состав Каховского района, а Днепрянский поселковый Совет — в подчинение Новокаховскому городскому Совету.
17 июля 2020 года в результате административно-территориальной реформы центр района перенесён в Новую Каховку, а сам район был укрупнён, в его состав вошли территории:
- Каховского района,
- Великолепетихского района,
- Верхнерогачикского района,
- Горностаевского района,
- Чаплинского района,
- Весёловского сельского и Казацкого поселкового советов Бериславского района,
- а также городов областного значения Новая Каховка и Каховка.

С 24 февраля 2022 года оккупирован в ходе вторжения России на Украину.
В ходе нападения России на Украину, 31 октября, назначенные Россией власти Херсонской области объявили об эвакуации населенных пунктов в 15-километровой зоне на левой стороне Днепра, в том числе из Каховского района.
В ноябре 2022 года правобережная часть района была освобождена подразделениями ВСУ

## Транспортная инфраструктура
Район расположен на перекрёстке важных дорог. Его территорию пересекает железнодорожный путь «Херсон — Каховка — Нововесёлая (Запорожская область)» и автомагистраль международного значения «Ростов-на-Дону — Одесса — Рени» с выходом в Румынию.

## Экономика
На территории района функционируют 101 предприятие, из них 10, которые обслуживают сельское хозяйство. Ведущее из предприятий — компания ЗАО «Чумак».
Активно развивается в районе малый и средний бизнес. Около 1000 субъектов промышленной деятельности работают в аграрном секторе, занимаются, в основном выращиванием сельскохозяйственной продукции, торговым и бытовым обслуживанием сельского населения.